# Gästrikland
Gästrikland je švedska pokrajina u regiji Norrland. 

## Administrativna podjela
Tradicionalne pokrajine u Švedskoj nemaju administrativnu ili političku svrhu, ali su povijesni i kulturni subjekt. Cijela pokrajina južni je dio županije Gävleborg. Četiri današnje općine su dio pokrajine :Gävle, Sandviken, Hofors i Ockelbo. U turističke svrhe i općina Älvkarleby se također smatra dijelom Gästriklanda.

## Zemljopis
Gästrikland se nalazi u istočnom središnjem dijelu Švedske na obali Botničkog zaljeva. Graniči s pokrajinama Uppland, Västmanland, Dalarna i Hälsingland. Prostire se na 4.200 km². 

## Stanovništvo
Prema podacima iz 2009. godine u pokrajini živi 147.912 stanovnika dok je prosječna gustoća naseljenosti 35 stanovnika na km².

## Vanjske poveznice
- Službena turistička stranica pokrajine  Arhivirana inačica izvorne stranice od 10. travnja 2016. (Wayback Machine)